# Eberhard Urban
Eberhard Urban (* 20. Juni 1942 in Oppeln; † 18. Juni 2019 in Frankfurt am Main) war gelernter Buchhändler, Lektor für Kunstkalender und freiberuflicher Journalist, Autor und Ausstellungsmacher.
Urban arbeitete zunächst als Buchhändler in der Frankfurter „Bücherbörse“, wo er seine erste Frau, Anneliese Decker, kennen lernte. Sie starb 1978 bei einem Autounfall. Eberhard Urban war nach der "Bücherbörse" u. a. im März-Verlag tätig und landete schließlich bei Brönner-Umschau. Er hat als erster Kunstlektor Marc-Chagall-Kalender in Deutschland veröffentlichen können. Auch seine Kalender zu Joan Miró und Salvador Dalí erregten Aufmerksamkeit. Bei Brönner-Umschau erschienen auch etliche Kinderbücher, die er gemeinsam mit Anneliese Urban ins Deutsche übersetzte. Gemeinsam mit seiner zweiten Frau, Kristiane Müller-Urban, hatte er während seiner Zeit bei Brönner-Umschau Künstler wie Ernst Fuchs oder Wolfgang Hutter und Arik Brauer besucht und sie überzeugt, bei Brönner-Umschau Kalender erscheinen zu lassen. Auch förderte er eher unbekannte Künstler aus Offenbach oder Frankfurt am Main und half ihnen, auszustellen oder zu veröffentlichen. 
Ab den 1990er Jahren war er freier Autor. Er publizierte etliche Bücher über Kunst und Kultur sowie Technik und Geschichte. Eine besondere Leidenschaft entwickelte er für Eisenbahnen – ob im Film oder in der Sowjetunion. Bekanntheit erlangten insbesondere die Reiseführer, die er zusammen mit Kristiane Müller-Urban veröffentlichte.   